# Mengzi (ort i Kina, Sichuan Sheng, lat 32,57, long 106,54)
Mengzi (kinesiska: 檬子) är en ort i Kina. Den ligger i provinsen Sichuan, i den sydvästra delen av landet, omkring 320 kilometer nordost om provinshuvudstaden Chengdu. Antalet invånare är 3 117. Befolkningen består av 1 494 kvinnor och 1 623 män. Barn under 15 år utgör 20,0 %, vuxna 15-64 år 68 %, och äldre över 65 år 11,0 %.
Runt Mengzi är det ganska tätbefolkat, med 155 invånare per kvadratkilometer. Närmaste större samhälle är Yingcui, 13,1 km sydväst om Mengzi. I omgivningarna runt Mengzi växer i huvudsak blandskog.
Genomsnittlig årsnederbörd är 1 225 millimeter. Den regnigaste månaden är juli, med i genomsnitt 292 mm nederbörd, och den torraste är december, med 2 mm nederbörd.